# Refroidi à 99 %
Pour plus de détails, voir Fiche technique et Distribution.
Refroidi à 99 % (99 and 44/100% Dead) est un film américain réalisé par John Frankenheimer et sorti en 1974.

## Synopsis
Deux mafieux se disputent le contrôle du trafic dans la même ville. Ils engagent chacun un tueur à gages afin de réduire l'activité illicite de l'autre à néant. L'un d'eux est le très professionnel Harry Crown, armé de deux Browning GP à la crosse d'ivoire.

## Fiche technique
Sauf indication contraire, les informations mentionnées dans cette section peuvent être confirmées par la base de données cinématographiques IMDb,  présente dans la section « Liens externes ».
- Titre français : Refroidi à 99 %
- Titre original : 99 and 44/100% Dead
- Réalisation : John Frankenheimer
- Scénario : Robert Dillon
- Musique : Henry Mancini
- Photographie : Ralph Woolsey
- Montage : Harold F. Kress
- Production : Joe Wizan
- Société de production et de distribution : 20th Century Fox
- Pays de production :  États-Unis
- Langue originale : anglais
- Format : Couleur - Mono - 35 mm - 2.35:1
- Genre : comédie, action
- Durée : 98 minutes
- Dates de sortie : 
  - États-Unis : 29 août 1974
  - France : 23 septembre 1974
- Affiche : Bill Gold (États-Unis)

## Distribution
- Richard Harris  (VF : Gabriel Cattand) : Harry Crown
- Edmond O'Brien  (VF : Georges Aminel) : Oncle Frank
- Ann Turkel  (VF : Perette Pradier) : Buffy
- Bradford Dillman  (VF : Serge Lhorca) : Big Eddie
- Zooey Hall  (VF : Richard Darbois) : Tony (crédité David Hall)
- Chuck Connors  (VF : Marc de Georgi) : Marvin « le crochet » Zuckerman
- Kathrine Baumann  (VF : Jeanine Forney) : Bébé (Baby en VO)
- Janice Heiden  (VF : Monique Thierry) : Clara Kelly
- Constance Ford  (VF : Paule Emanuele) : Dolly
- William Hansen (VF : Fred Pasquali) : Joe

## Distinction
Lors des Golden Globes 1975, Ann Turkel est nommée au Golden Globe de la révélation féminine de l'année.

## Anecdotes
- Il s'agir du dernier rôle au cinéma pour Edmond O'Brien.
- Ann Turkel remplaça Jacqueline Bisset au pied levé quelques jours avant le début du tournage.
- Richard Harris épousa Ann Turkel quelques mois avant la sortie du film. Ils restèrent mariés pendant huit ans et tournèrent quatre fois ensemble. Ce long métrage étant leur première collaboration.